# Cantó de Las Binals

El cantó de Nasbinals

El cantó de Nasbinals és un cantó francès del departament del Losera, a la regió d'Occitània. Està enquadrat al districte de Mende, té sis municipis i el cap cantonal és Las Binals.

## Municipis
- Grandval
- Masboson
- Marchastèl
- Las Binals
- Prensuèjols
- Recola d'Aubrac